# Alfonso Cuarón Orozco
Alfonso Cuarón (Ciutat de Mèxic, 28 de novembre de 1961) és un director, guionista i productor de cinema mexicà conegut per les seves pel·lícules Great Expectations (adaptació de la novel·la de Charles Dickens, amb Ethan Hawke i Gwyneth Paltrow), Y tu mamá también (amb Maribel Verdú, Gael García Bernal i Diego Luna), Harry Potter i el pres d'Azkaban, El laberinto del fauno (de Guillermo del Toro), on va fer de productor i Gravity.
Gran part de la seva obra ha estat lloada tant per la crítica com per l'audiència comportant-li sis nominacions als Oscar que va guanyar el 2014 amb Gravity en les categories de millor direcció i millor muntatge. Per la mateixa pel·lícula també va guanyar el Globus d'Or al millor director i els BAFTES a la millor pel·lícula britànica i a la millor direcció.

## Filmografia
| Any  | Pel·lícula                                | Com a    | Com a     | Com a     | Com a    |
| Any  | Pel·lícula                                | Director | Guionista | Productor | Muntador |
| ---- | ----------------------------------------- | -------- | --------- | --------- | -------- |
| 1991 | Sólo con tu pareja                        | Sí       | Sí        | Sí        | Sí       |
| 1995 | La princeseta (A Little Princess)         | Sí       |           |           |          |
| 1998 | Great Expectations                        | Sí       | Sí        |           |          |
| 2001 | Y tu mamá también                         | Sí       | Sí        |           | Sí       |
| 2004 | Harry Potter i el pres d'Azkaban          | Sí       |           |           |          |
| 2004 | Crónicas                                  |          |           | Sí        |          |
| 2004 | L'assassinat de Richard Nixon             |          |           | Sí        |          |
| 2005 | Black Sun (documental)                    |          |           | Sí        |          |
| 2006 | Children of Men                           | Sí       | Sí        |           | Sí       |
| 2006 | El laberinto del fauno                    |          |           | Sí        |          |
| 2006 | Paris, je t'aime (segment "Parc Monceau") | Sí       | Sí        |           |          |
| 2007 | Year of the Nail                          |          |           | Sí        |          |
| 2008 | Rudo y Cursi                              |          |           | Sí        |          |
| 2013 | Gravity                                   | Sí       | Sí        | Sí        |          |
| 2018 | Roma                                      | Sí       | Sí        | Sí        | Sí       |
| 2024 | Disclaimer                                |          |           |           |          |

Curtmetratges
- Who's He Anyway (1983)
- Vengeance Is Mine (1983) Codirector
- Cuarteto para el fin del tiempo (1983)
- The Shock Doctrine (2007) Coguionista i productor

## Guardons

### Premis
- Oscar al millor director (2014) per la pel·lícula Gravity, que també s'ha endut 5 Oscars més.
- Oscar al millor muntatge (2014) per la pel·lícula Gravity
- Globus d'Or al millor director (2014) per la pel·lícula Gravity
- BAFTA a la millor pel·lícula britànica (2014) per Gravity
- BAFTA al millor director (2014) per Gravity
- BAFTA Children's Award (2004) a la millor pel·lícula per Harry Potter i el pres d'Azkaban
- BAFTA a la millor pel·lícula de parla no anglesa (2007) per El laberinto del fauno
- Premi al millor guió al Festival Internacional de Cinema de Venècia (2001) per Y tu mamá también
- Laterna Magica al Festival Internacional de Cinema de Venècia (2006) per Children of Men
- Independent Spirit a la millor pel·lícula estrangera (2003) per Y tu mamá también

### Nominacions
- Oscar a la millor pel·lícula (2014) per la pel·lícula Gravity
- Oscar al millor guió adaptat i millor muntatge (2007) per Children of Men
- Oscar al millor guió original (2003) per Y tu mamá también
- BAFTA a la millor pel·lícula (2014) per Gravity
- BAFTA al millor guió original (2014) per Gravity
- BAFTA a la millor pel·lícula britànica (2005) per Harry Potter i el pres d'Azkaban
- BAFTA al millor guió original i a la millor pel·lícula de parla no anglesa (2003) per Y tu mamá también
- Lleó d'Or al Festival Internacional de Cinema de Venècia per Y tu mamá también
- Bodil (2003) a la millor pel·lícula no estatunidenca per Y tu mamá también (2001) i per Children of Men (2006)
- Independent Spirit a la millor pel·lícula (2007) per El laberinto del fauno